# Parochialprinzip
Parochialprinzip bezeichnet das Organisationsprinzip aller „klassischen“ Kirchen, durch eine Aufteilung eines  geographischen Raums, meist eines Staates oder Bundeslandes, in einzelne Parochien (meist Pfarrgemeinden genannt) eine flächendeckende Versorgung ihrer Mitglieder zu erreichen.
Grundgedanke des Parochialprinzips ist, dass es innerhalb des Gesamtgebiets der Kirche keinen Raum gibt, der nicht zu einer Gemeinde gehört, jedes Kirchenmitglied also auch Angehöriger einer Ortsgemeinde (Parochie) ist, umgekehrt jeder Seelsorger weiß, für wen er zuständig ist.
Parochien können in der Diaspora sehr groß sein. So organisiert sich die Evangelische Kirche H.B. in Österreich in nur 9 Gemeinden, die zusammen das gesamte Staatsgebiet Österreichs ausmachen. Vor wenigen Jahren war die einzige Parochie der griechisch-orthodoxen Kirche in Österreich deckungsgleich mit dem ganzen Staatsgebiet Österreichs.
In Gegensatz zum Parochialprinzip steht die Personalgemeinde, der eine Person unabhängig von etwaigen Übersiedlungen so lange angehört, bis sie aus dieser Gemeinde austritt bzw. in eine andere Gemeinde eintritt, wobei – anders als bei parochialer Struktur – Mehrfachmitgliedschaften möglich sind.
Bei staatlich anerkannten Konfessionen und Religionsgemeinschaften kann dieses Organisationsprinzip auch im Staatskirchenrecht seinen Ausdruck als „Parochialrecht“ finden.

## Ausnahmen vom Parochialprinzip
In der römisch-katholischen Kirche sind Angehörige von Orden aus dem Parochialprinzip ausgenommen, da sie – obwohl Geistliche – nicht dem Diözesanbischof, sondern ihrem Abt (Äbtissin) oder General (meist in Rom angesiedelt) unterstehen.
In vielen parochial organisierten evangelischen Landeskirchen kann sich ein Gemeindeglied auf Antrag in eine andere von ihm gewünschte Pfarrei „umpfarren“ lassen, wenn die beteiligten Presbyterien oder Kirchenvorstände zustimmen.